# کمبل (نبراسکا)
کمبل(به انگلیسی: Campbell) شهری در ایالت نبراسکا کشور ایالات متحده آمریکا است که جمعیت آن در سرشماری سال ۲۰۱۰ میلادی، ۳۴۷ نفر بوده‌است.